# Охтерзум
Охтерзум (нім. Ochtersum) — громада в Німеччині, розташована в землі Нижня Саксонія. Входить до складу району Віттмунд. Складова частина об'єднання громад Гольтрім.
Площа — 10,82 км2. Населення становить 931 ос. (станом на 31 грудня 2021).